# Amylopectine
L'amylopectine est un polymère d'oses ramifié (polyoside) que l'on trouve dans les plantes. Il est constitué d'unités α-D-glucopyranose et est avec l'amylose le constituant de l'amidon. Les résidus D-glucose sont liés de manière linéaire par des liaisons alpha 1→4. Des ramifications apparaissent avec une liaison alpha 1→6 tous les 24 à 30 résidus D-glucose.
Son équivalent chez les animaux est le glycogène, qui a la même composition et structure, mais possède plus de ramifications (tous les 8 à 12 résidus D-glucose liés par les carbones 1→6).
Il domine toujours largement : 72 à 80 % dans le blé et la pomme de terre, 94 % dans le riz, le sorgho et le seigle. Le maïs cireux a un albumen composé à 100 % d'amylopectine.